# Budistička čista zemlja Hiraizumija
Budistička čista zemlja Hiraizumija (japanski: 平泉) je skupina od pet lokaliteta s hramovima, vrtovima i arheološkim iskopinama iz 11. i 12. stoljeća, kada je Hiraizumi (prefektura Iwate na otoku Honshu) bio upravno središte sjevernog Japana i rival Kyotu. Cijelo područje je zasnovano na konceptu svemira budizma Jōdo, tj. "čiste zemlje" (amidizam), budističke sekte koja se proširila Japanom u 8. stoljeću. Dakle, ono je predstavljalo Budinu čistu zemlju kojoj teže ljudi poslije smrti, kao i mirno mjesto kojemu se teži za života. U kombinaciji s autohtonim tradicionalnim japanskim obožavanjem prirode i šintoizmom, "budizam čiste zemlje" je razvio koncept planiranja vrtova koji je bio jedinstven za Japan. Zbog toga je budistička čista zemlja Hiraizumija 2011. god. upisana na UNESCO-ov popis mjesta svjetske baštine u Aziji.

## Povijest
Tijekom četiri generacije od oko 1087. godine, kada je Fujiwara no Kiyohira je premjestio svoju rezidenciju sa sjevera, sve do 1189. godine, kada je vojska koju je vodio Minamoto no Yoritomo stala na kraj Sjevernoj Fujiwari, Hiraizumi je služio kao važno političko, vojno, gospodarsko i kulturno središte
Nekoliko velikih hramova povezan s "Budizmom čiste zemlje" (amidizam) je tada osnovano i obdarena, ali smrt njihovih dobročinitelja i niz požara pridonijeli su njihovom kasnijem padu. Kada ih je Macuo Bašo posjetio 1689. godine, opisao ih je u djelu "Uski put prema unutrašnjosti" (奥の細道, Oku no Hosomichi) kao: 
Niz istraživanja, od sredine dvadesetog stoljeća naovamo, u kombinaciji s referencama u Azuma Kagami (povijesnim kronikama šogunata Kamakura), osobito Bunji-no-chūmon prijedloga iz 1189. godine, i Showa Sojo ili "redovnikove želbe" iz 1313. godine (iz Chūson-ji arhiva), pridonijeli su mnogo razumijevanju ovog mjesta i razdoblja japanske povijesti.

## Popis lokaliteta
| Slika        | Ime                                         | Vrsta           | Osnutak              | Koordinate                                      | Odlike |
| ------------ | ------------------------------------------- | --------------- | -------------------- | ----------------------------------------------- | --- |
| Chūson-ji    | Hram Chuson (japanski: 中尊寺, Chūson-ji)   | Budistički hram | 850. god.            | 39°00.05′N 141°05.59′E / 39.00083°N 141.09317°E | Hram Chuson je središnji hram budističke sekte Tendai u sjevernom Japanu. Nju je navodno osnovao monah Ennin 850. godine, izgradivši prvu građevinu hrama. Njegova "Zlatna dvorana" (金色堂, Konjiki-dō) iz 1100. godine je mauzolej mumificiranih ostataka vladara klana Sjeverne Fujiware, koji su vladali većinom sjevernog Japana u 12. st. Ona i arhiv sutri su jedine izvorne građevine kompleksa iz 12. stoljeća i imaju status japanskog nacionalnog blaga.                              |
| Mōtsū-ji     | Hram Mōtsū (毛越寺, Mōtsū-ji)               | Budistički hram | 850.                 | 38°59.16′N 141°06.29′E / 38.98600°N 141.10483°E | Hram Motsu je izgradio Fujiwara no Motohira u 12. stoljeću izmešu dva starija hrama koje je navodno podigao sam monah Ennin, Enryū-ji（圓隆寺) i Kashō-ji（嘉祥寺). God. 1226. je izgorio u požaru koji je u Azuma Kagami opisan kao "najveći gubitak svog vremena". Današnji hram je obnovljen u 18. stoljeću. Njegovi rajski vrtovi s kamenom poploanim potocima, jezerima, šljunčanim plažama, poluotocima, otocima i ornamentalnim kamenjem imaju status japanske posebne povijesne baštine. |
| Kanjizaiō-in | Hram Kanjizaiō (観自在王院跡, Kanjizaiō-in) | Budistički hram | 12. st.              | 38°59′19″N 141°06′37″E / 38.98861°N 141.11028°E | Osnovan, preko puta hrama Motsua, izgradnjom dvije dvorane amida budizma koje je dala podići supruga Fujiware no Motohire u 12. stoljeću. Pretpostavlja se da je izgrađen kao spomenik nakon smrti vladara Motohire. Dijelom je uništen nakon pada Sjeverne Fujiware 1226., a izgorio je u požaru 1573. godine. Također ima rajski vrt s potokom, jezerom i šljunčanom plažom, te otok i vrt sa slapom.                                                                                          |
| Muryōkō-in   | Hram Muryōkō (無量光院跡, Muryōkō-in)       | Budistički hram | 12. st.              | 36°45′30″N 139°35′47″E / 36.75833°N 139.59639°E | Hram je osnovao Fujiwara no Hidehira izgradnjom monumentalne skulpture Amida Bude, koja je modelirana prema figuri iz hrama Byōdō-in u blizini Kyota. Također ima rajski vrt s potokom, jezerom i šljunčanom plažom, te otok i vrt sa slapom. |
| Kinkeizan    | Planina Kinkei (金鶏山, Kinkeizan)          | Planina         | Arheološki lokalitet | 36°45′30″N 139°35′47″E / 36.75833°N 139.59639°E | Na vrhu planine se nalaze sutra grobovi i otaci dvorane koja je identificirana kao dvorana Zaō Gongena (japanski Buda, duh planine Kimpu kod Nare) koji je povezan s kultom Miroku (Maitreja, budući Buda). Kinkei je poznat i po legendi o zakopanim zlatnim skulturama kokoši i zlatnom blagu |

## Vanjske poveznice
- Hiraizumi - svjetska baština  Arhivirana inačica izvorne stranice od 20. rujna 2017. (Wayback Machine) na službenim stranicama grada Hiraizumija (jap.)
- (engl.) Chūson-ji homepage
- (engl.) Mōtsū-ji homepage